# Majda Kregar
Majda Kregar, slovenska arhitektka, publicistka * 4. maj 1941, Ljubljana
Študirala je na oddelku za arhitekturo FAGG Univerze v Ljubljani in diplomirala leta 1968 pri profesorju Edvardu Ravnikarju s temo “Osnutek urbanističnega programa za Bled.” Od leta 1963 in vse do leta 1972 je s profesorjem Ravnikarjem sodelovala pri njegovih projektih. Delovala je tudi samostojno in zunaj slovenskih meja: med letoma 1965 in 1966 v biroju Cappai-Foscari v Benetkah, med 1968 in 1969 pa v studiu Douglas  & partners v Londonu.
Leta 1969 je skupaj z Edom Ravnikarjem ml. in Mihom Kerinom ustanovila Biro za obnovo ljubljanskega gradu v okviru Zavoda za spomeniško varstvo Ljubljana, s katerim so se lotili dolgoletne in kompleksne prenove in revitalizacije grajskega kompleksa v Ljubljani. Leta 1978 so se združili v birojem Ambient in odtlej delujejo pod tem imenom in v enaki sestavi avtorske skupine. 
Samostojno ali v soavtorstvu se ukvarja s projektiranjdem stanovanjskih in poslovnih stavb, s prenovami objektov, oblikovanjem, razstavno opremo, pa tudi z raziskovalnim delom v Ambientu.

## Priznanja
Za svoje delo je skupaj z Mihom Kerinom in Edom Ravnikarjem ml. prejela 
Plečnikovo medaljo (1983, 2004, 2005, 2007, 2018), Plečnikovo nagrado (1997),  Brumnovo priznanje (2003), zlati svinčnik ZAPS (2005, 2007, 2007), nagrado BEDA, European Excellence Award (2004), ICoD, zlato medaljo BIO 19 (2004), platinasti svinčnik ZAPS (2010), srednjeevropsko Plečnikovo nagrado (2022, za prenovo Ljubljanskega gradu), nagrado Mesta Ljubljane (2023), Share Architects Omnia Awards (2023), patinasti svinčnik ZAPS (2024, za vzpenjačo na Ljubljanski grad).

### Soavotorica
- Prenova ljubljanskega gradu : dela v teku: dokončanje sanacije in spomeniška predstavitev, komunalna in energetska oprema, vzpostavitev temeljnih pogojev za revitalizacijo / [priprava in oblikovanje Majda Kregar, Majda Frelih Ribič, Vladimir Mušič ; fotografije Oskar Dolenc, Bojan Zakeršnik] (1990) (COBISS)

- Predor pod Rožnikom in garaže pod grajskim hribom : promet v ožjem mestnem središču (1994) (COBISS)
- Revitalizacija Ljubljanskega gradu in zgodovinski oris gradu od nastanka do prenove = Revitalization of Ljubljana castle and its historical outline from the beginning to the renovation(2005) (COBISS)
- Konstruktivni posegi v prenovi ljubljanskega gradu (2023) dLib (COBISS)
- Risbe in refleksije = Sketches and thoughts / Edvard Ravnikar (2024) (COBISS)

### Biografije
- Majda Kregar : Ljubljana, 1941 / Martina Malešič (COBISS)

### Intervjuvanka
- In se kar ne morem ustaviti, še bi rada kaj naredila : intervju z Majdo Kregar / pogovarjali sta se Polona Filipič Gorenšek in Špela Kuhar, AB Arhitektov bilten (2022) (COBISS)
- Ravnikar nas je učil odgovorne in poštene arhitekture : intervju: Majda Kregar, arhitektka / pogovarjala sta se Nina Granda, Pia Gerbec ; foto Jana Jocif, Outsider (2023) (COBISS)
- Strašili so, da bomo uničili Ljubljanski grad : Majda Kregar : arhitektka / [pogovarjala se je] Saša Bojc ; [foto] Leon Vidic Delo (2024) (COBISS)